# Gentleman Jack
Gentleman Jack é uma série de televisão britânica criada por Sally Wainwright. Situada em 1832 e estrelada por Suranne Jones como Anne Lister, a série estreou em 22 de abril de 2019 nos Estados Unidos e no Reino Unido em 19 de maio de 2019. Foi renovada para uma segunda temporada pela BBC One em 23 de maio de 2019. O programa foi originalmente intitulado Shibden Hall. 

## Antecedentes e produção
Em novembro de 2016, a roteirista Sally Wainwright foi premiada com a bolsa de 30 mil libras da organização de caridade Wellcome Trust, em parceria com a Film4 e o British Film Institute. Wainwright revelou à imprensa que ela estava escrevendo uma série dramática sobre a proprietária de terras, industrial e intelectual Anne Lister e usaria a concessão para promover sua pesquisa. Em março de 2017, foi anunciado que a BBC One e a rede americana HBO tinham encomendado a série de oito episódios, provisoriamente intitulada Shibden Hall. Wainwright foi anunciada como diretora da série e produtora executiva junto com Piers Wenger e Faith Penhale. Natural de Yorkshire, Wainwright cresceu nos arredores de Shibden Hall e tinha ambições de escrever um drama baseado em Anne Lister por mais de 20 anos. Ela descreveu Lister como "um presente para um dramaturgo" e "uma das mulheres mais exuberantes, emocionantes e brilhantes da história britânica". 
Em julho de 2017, a série foi renomeada Gentleman Jack e Suranne Jones foi anunciada no papel de protagonista. Wainwright, que já havia trabalhado com Jones em Scott & Bailey e Unforgiven, considerou-a capaz de incorporar a "ousadia, sutileza, energia e humor" necessários para representar Lister. Em abril de 2018, Sophie Rundle se juntou à produção como Ann Walker, a esposa de Lister. 
Em novembro de 2018, Katherine Kelly foi escalada para o papel da irmã de Ann Walker, Elizabeth Sutherland, e Sofie Gråbøl como a rainha Marie da Dinamarca.

## Elenco e personagens

### Principal
- Suranne Jones ...Anne Lister
- Sophie Rundle ...Ann Walker
- Joe Armstrong ...Samuel Washington
- Amelia Bullmore ...Eliza Priestley
- Rosie Cavaliero ...Elizabeth Cordingley
- Gemma Whelan ...Marian Lister
- Gemma Jones ...Aunt Lister (reprisando seu papel de The Secret Diaries of Miss Anne Lister)
- Timothy West ...Jeremy Lister
- Tom Lewis ...Thomas Sowden

### Recorrente
- Stephanie Cole ...Aunt Ann Walker
- George Costigan ...James Holt
- Peter Davison ...William Priestley
- Shaun Dooley ...Jeremiah Rawson
- Vincent Franklin ...Christopher Rawson
- Lydia Leonard ...Marianna Lawton
- Katherine Kelly ...Elizabeth Sutherland
- Albane Courtois ...Eugénie Pierre
- Ben Hunter ...Joseph Booth

### Convidados
- Jodhi May ...Vere Hobart
- Anthony Flanagan ...Sam Sowden
- Rupert Vansittart ...Charles Lawton
- Sylvia Sims ...Mrs. Rawson
- Brendan Patricks as Reverendo Thomas Ainsworth
- Sofie Gråbøl ...Maria Sofia de Hesse-Cassel